# 北魏行政區劃
北魏政區承襲十六國，與南朝一樣為州郡縣三級制。北魏自代北之地（今山西省北部）崛起，統一華北後，屢次入侵南朝宋，佔領山東、河南與淮北地。又取南朝齊淮南地及南朝梁漢中、劍閣一帶。至此疆域北至漠南草原，西抵西域東部，東達遼西，南達江漢流域。在擴充領土期間，州郡多因時制宜，到487年開始整頓。到北魏孝明帝之後領土減少，州郡濫置。
北魏州轄區不大，州刺史可越郡級直接管理縣，使得郡級逐漸虛級化。北魏設有僑州郡縣和雙頭州郡（如南雍州），並將州郡縣按人口數分等級。為了防範新附或異姓叛變，於406年將各級行政長官分立三位，其中州刺史方面須一位為宗室，還設有負責地方軍政的行台及管理數州軍事的都督。
北魏還特為鮮卑本族或其他民族（漢人除外）設置領民酋長來管理該族，地位只次於州刺史。又延續十六國政區，設有管理州境內其他民族的護軍。其地位等同郡守，至457年廢除。還有鎮戍制，於重要的軍事要地設鎮。鎮由鎮將管理，下置戍，由戍主管理。其中又以鞏固首都平城的六鎮，自孝文帝遷都後勢微。六镇之乱後，北朝的鎮戍專管軍事，不再具政區性質。

### 行政區劃
下表為北魏永安二年（529年）的行政區。
| 州                   | 首郡   | 首縣                   | 郡縣     | 備註 |
| -------------------- | ------ | ---------------------- | -------- | ---- |
| 司州（遷都前為洛州） | 河南尹 | 洛陽（河南洛陽）       | 20郡65縣 |      |
| 恒州（遷都前為司州） | 代郡   | 平城（山西大同）       | 8郡14縣  |      |
| 洛州                 | 上洛郡 | 上洛（陝西商州）       | 5郡7縣   |      |
| 荊州                 |        | 山北（河南魯山）       | 8郡41縣  |      |
| 豫州                 | 汝南郡 | 上蔡（河南汝南）       | 9郡39縣  |      |
| 東豫州               | 汝南郡 | 南新息（河南息縣）     | 6郡16縣  |      |
| 南兗州               | 馬頭郡 | 渦陽（安徽蒙城）       | 7郡21縣  |      |
| 東荊州               |        | 沘陽（河南泌陽）       | 1郡2縣   |      |
| 徐州                 | 彭城郡 | 彭城（江蘇徐州）       | 7郡24縣  |      |
| 南徐州               |        | 宿預（江蘇宿豫）       | 1郡2縣   |      |
| 青州                 |        | 東陽（山東青州）       | 7郡7縣   |      |
| 南青州               | 東安郡 | 團城（山東沂水）       | 3郡9縣   |      |
| 光州                 | 東萊郡 | 掖縣（山東萊州）       | 3郡14縣  |      |
| 兗州                 |        | 瑕丘（山東兗州）       | 6郡31縣  |      |
| 齊州                 | 濟南郡 | 曆城（山東濟南）       | 6郡35縣  |      |
| 濟州                 |        | 盧縣（山東東阿）       | 5郡15縣  |      |
| 冀州                 | 長樂郡 | 信都（河北冀州）       | 4郡21縣  |      |
| 相州                 | 魏郡   | 鄴城（河北臨漳）       | 6郡44縣  |      |
| 定州                 | 中山郡 | 盧奴（河北定州）       | 5郡24縣  |      |
| 瀛州                 |        | 趙都軍城（河北河間）   | 3郡18縣  |      |
| 幽州                 | 燕郡   | 薊縣（北京市）         | 3郡18縣  |      |
| 燕州                 | 廣寧郡 | 廣甯（河北涿鹿）       | 7郡12縣  |      |
| 安州                 | 廣陽郡 | 方城（河北隆化）       | 3郡8縣   |      |
| 平州                 | 遼西郡 | 肥如（河北秦皇島）     | 3郡5縣   |      |
| 營州                 | 昌黎郡 | 龍城（遼寧朝陽）       | 6郡14縣  |      |
| 禦夷鎮               |        | （河北沽源）           |          |      |
| 懷荒鎮               |        | （河北張北）           |          |      |
| 柔玄鎮               |        | （內蒙古興和）         |          |      |
| 撫冥鎮               |        | （內蒙古四子王旗）     |          |      |
| 武川鎮               |        | （內蒙古武川）         |          |      |
| 懷朔鎮               |        | （內蒙古固陽）         |          |      |
| 沃野鎮               |        | （內蒙古烏拉特前旗）   |          |      |
| 高平鎮               |        | （寧夏固原）           |          |      |
| 薄古律鎮             |        | （寧夏靈武）           |          |      |
| 朔州                 | 雲中郡 | 盛樂（內蒙古和林格爾） | 5郡15縣  |      |
| 汾州                 |        | 蒲子（山西隰縣）       | 4郡10縣  |      |
| 建州                 | 高都郡 | 高都（山西晋城）       | 4郡10縣  |      |
| 肆州                 |        | 肆盧（山西忻州）       | 3郡12縣  |      |
| 並州                 | 太原郡 | 晉陽（山西太原）       | 5郡26縣  |      |
| 雍州                 | 京兆郡 | 長安（陝西西安）       | 5郡31縣  |      |
| 岐州                 | 平秦郡 | 雍縣（陝西鳳翔）       | 3郡8縣   |      |
| 華州                 |        | 馮翊（陝西大荔）       | 3郡13縣  |      |
| 秦州                 | 天水郡 | 上封（甘肅天水）       | 3郡12縣  |      |
| 東秦州               | 中部郡 | 中部（陝西宜君）       | 3郡6縣   |      |
| 梁州                 | 仇池郡 | 駱穀（甘肅西和）       | 5郡14縣  |      |
| 涇州                 | 安定郡 | 安定（甘肅涇川）       | 6郡17縣  |      |
| 豳州                 | 趙興郡 | 定安（甘肅寧縣）       | 3郡10縣  |      |
| 夏州                 | 化政郡 | 岩綠（陝西靖邊）       | 4郡9縣   |      |
| 西安州               | 大興郡 | （陝西定邊）           | 1郡      |      |
| 涼州                 | 武威郡 | 姑臧（甘肅武威）       | 10郡20縣 |      |
| 河州                 |        | 枹罕（甘肅臨夏）       | 4郡14縣  |      |
| 敦煌鎮               |        | （甘肅敦煌）           |          |      |
| 焉耆鎮               |        | 員渠（新疆焉耆縣）     |          |      |
| 西戎校尉府           |        | 拘泥（新疆若羌）       |          |      |